# Timor oriental aux Jeux olympiques de la jeunesse d'hiver de 2016
Le Timor oriental participe aux Jeux olympiques de la jeunesse d'hiver de 2016 à Lillehammer en Norvège du 12 au 21 février 2016. Un athlète représente le pays pour cette édition.

## Résultats

### Ski alpin
Alexi Goncalves Goutt est le premier représentant du Timor oriental qualifié pour des Jeux olympiques de la jeunesse d'hiver. Malgré sa présence à la cérémonie d'ouverture, il ne prend pas part aux épreuves de ski alpin.